# Там, где длинная зима
«Там, где длинная зима» — советский чёрно-белый художественный широкоэкранный фильм, снятый в 1967 году режиссёром Александром Давидсоном в жанре драмы по сценарию Эдуарда Тополя на киностудии «Мосфильм».
Премьера фильма состоялась 7 апреля 1968 года.

## Сюжет
Геолог Юртов возвращается на север после трёхлетнего отсутствия, чтобы продолжить поиски нефти. Он нанимает бригаду бурильщика и местных жителей-лесорубов, чтобы организовать лагерь и начать поиски. Однако холода усложняют работу, лесорубы уходят, а бурильщик тоже теряет надежду. Молодой моторист решает остаться с Юртовым и продолжить поиски нефти вместе.

## В ролях
- Фома Воронецкий — Юртов
- Сергей Плотников — Романчук
- Валентина Малявина — Вера
- Фёдор Чеханков — Генка Пушкин
- Степан Крылов — Виничек
- Иван Савкин — Зимин
- Феликс Яворский — Ардышкин
- Людмила Дугарова — Надя
- Ольга Гаспарова — Галя
- Елена Максимова — Карповна
- Галина Антропова — Люба
- Юльен Балмусов — Гайдуков
- М. Соловьев — Филатыч
- Владимир Морозов
- А. Ного
- П. Ного

## Съёмочная группа
- Режиссёр: Александр Давидсон
- Сценарист: Эдуард Тополь
- Оператор: Владимир Минаев
- Композитор: Леонид Афанасьев
- Художник: Вадим Кислых